# Maryland Wing Civil Air Patrol
A Maryland Wing Civil Air Patrol (MDWG) é uma das 52 "alas" (50 estados, Porto Rico e Washington, D.C.) da "Civil Air Patrol" (a força auxiliar oficial da Força Aérea dos Estados Unidos) no Estado do Maryland. A sede da Maryland Wing está localizada na cidade de Woodstock. A Maryland Wing consiste em mais de 1.400 cadetes e membros adultos distribuídos em 26 locais espalhados por todo o Estado.
A ala de Maryland é membro da Região do Atlântico Central da CAP juntamente com as alas dos seguintes Estados: Delaware, National Capital, North Carolina, South Carolina, Virginia e West Virginia.

## Missão
A Civil Air Patrol tem três missões: fornecer serviços de emergência; oferecer programas de cadetes para jovens; e fornecer educação aeroespacial para membros da CAP e para o público em geral.

## Serviços de emergência
A CAP fornece ativamente serviços de emergência, incluindo operações de busca e salvamento e gestão de emergência, bem como auxilia na prestação de ajuda humanitária.
A CAP também fornece apoio à Força Aérea por meio da realização de transporte leve, suporte de comunicações e levantamentos de rotas de baixa altitude. A Civil Air Patrol também pode oferecer apoio a missões de combate às drogas.

## Programas de cadetes
A CAP oferece programas de cadetes para jovens de 12 a 21 anos, que incluem educação aeroespacial, treinamento de liderança, preparo físico e liderança moral para cadetes.

## Educação Aeroespacial
A CAP oferece educação aeroespacial para membros do CAP e para o público em geral. Cumprir o componente de educação da missão geral da CAP inclui treinar seus membros, oferecer workshops para jovens em todo o país por meio de escolas e fornecer educação por meio de eventos públicos de aviação.

## Ocorrências importantes
Dois membros de equipe de voo da Maryland Wing morrem - 6 de abril de 1954
Em 6 de abril de 1954, às 13h05, o capitão Anthony J. Synodinos e o capelão (1º tenente) Edward G. Conrad, ambos da CAP, morreram quando seu avião Ryan PT-22 de cabine aberta caiu na água perto Havre de Grace, MD. Os dois homens, ambos membros do "East Baltimore Squadron", estavam conduzindo uma missão de busca e salvamento para um jato militar T-33 relatado como desaparecido e nunca foi encontrado. A área de busca era longa, estendendo-se de Long Island, N.Y., a "Langley Field" (atualmente parte da "Joint Base Langley–Eustis"), sendo Synodinos o piloto da missão, e Conrad, o observador, estavam vasculhando a parte superior da baía de Chesapeake em meio a forte neblina.
Em 1960, a Maryland Wing dedicou uma placa em Havre de Grace para homenagear esses dois membros da CAP que morreram a serviço de seu país; em 3 de abril de 2004, o "Harford Composite Squadron" realocou o marco e estabeleceu uma nova placa que comemorava o 50º aniversário de suas mortes. Comandado pelo tenente-coronel Gerard W. Weiss, o esquadrão Harford realizou uma cerimônia de instalação da nova placa no "War Memorial" no "Millard Tydings Memorial Park" perto da "Commerce Street" na "S. Washington Street" em Havre de Grace (39° 32,308′ 00″ N, 76° 05,372′ 00″ O).
A placa diz:

Em memória do Capitão Anthony J. Synodinos, Cap Capelão (1 Tenente) Edward G. Conrad, CAP Eles morreram em 6 de abril de 1954, em um acidente de avião fora deste ponto durante uma missão de busca e resgate. Um serviço como o deles, com pensamentos mais para os outros do que para eles próprios, levará a um mundo muito melhor para se viver.
Placa original dedicada pela Maryland Wing, Civil Air Patrol, 1960
Nova placa dedicada pelo Harford Composite Squadron, Civil Air Patrol, força auxiliar da Força Aérea dos Estados Unidos.

Queda do "Buzz One Four" - um bombardeiro B-52 - 13 de janeiro de 1964
Um B-52D Stratofortress, da "484th Bomb Wing", carregando armas nucleares com sua tripulação de cinco homens, caiu perto de Lonaconing, Maryland, perto das montanhas Apalaches a oeste de Maryland. A aeronave deixou a "Westover Air Reserve Base", Massachusetts, a caminho da "Turner Air Force Base" em Albany, Geórgia, mas perdeu o contato. Foi determinado que o B-52 caiu devido a uma nevasca resultante da convergência de duas frentes de tempestade enquanto sobrevoava Maryland. Durante a turbulência criada pelas frentes, parte do leme vertical da cauda da aeronave quebrou, atingindo o estabilizador horizontal esquerdo e o posto do artilheiro de cauda. Como resultado, a aeronave rolou de costas, caindo em um giro.
A Civil Air Patrol foi alertada e as tripulações da Maryland Wing avistaram o co-piloto do B-52, que havia ejetado o capitão Parker Peedin, a cerca de três quilômetros de Grantsville, MD; e direcionou equipes de solo para resgate. O piloto, major Tom McCormick, também foi ejetado e, depois de caminhar quase três quilômetros, foi localizado e transportado para Cumberland para tratamento médico. O Sgt. Mel Wooten, artilheiro de cauda, que viajava na frente e não estava em seus posto de combate, foi ejetado, mas foi ferido por destroços da aeronave e pousou perto do rio Casselman perto de Salisbury, Pensilvânia. Infelizmente ele não sobreviveu. O major Robert Payne, navegador, saltou de paraquedas, mas caiu em um riacho parcialmente congelado onde seu corpo foi encontrado por equipes de resgate. O quinto membro da tripulação, o Bombardeiro Robert Townley, morreu no avião.
A Polícia do Estado de Maryland assumiu o comando da área devido às duas bombas nucleares de 24 megatoneladas que a aeronave carregava. As bombas foram recuperadas e levadas ao "Cumberland Municipal Airport" para transporte.
Memoriais foram erguidos em homenagem aos membros da tripulação. Um grande memorial pode ser visto ao longo da "U.S. Route 40", cerca de 1,6 km a leste de Grantsville, MD. O "Grantsville Community Museum" tem artefatos do acidente em exibição.

## Organização

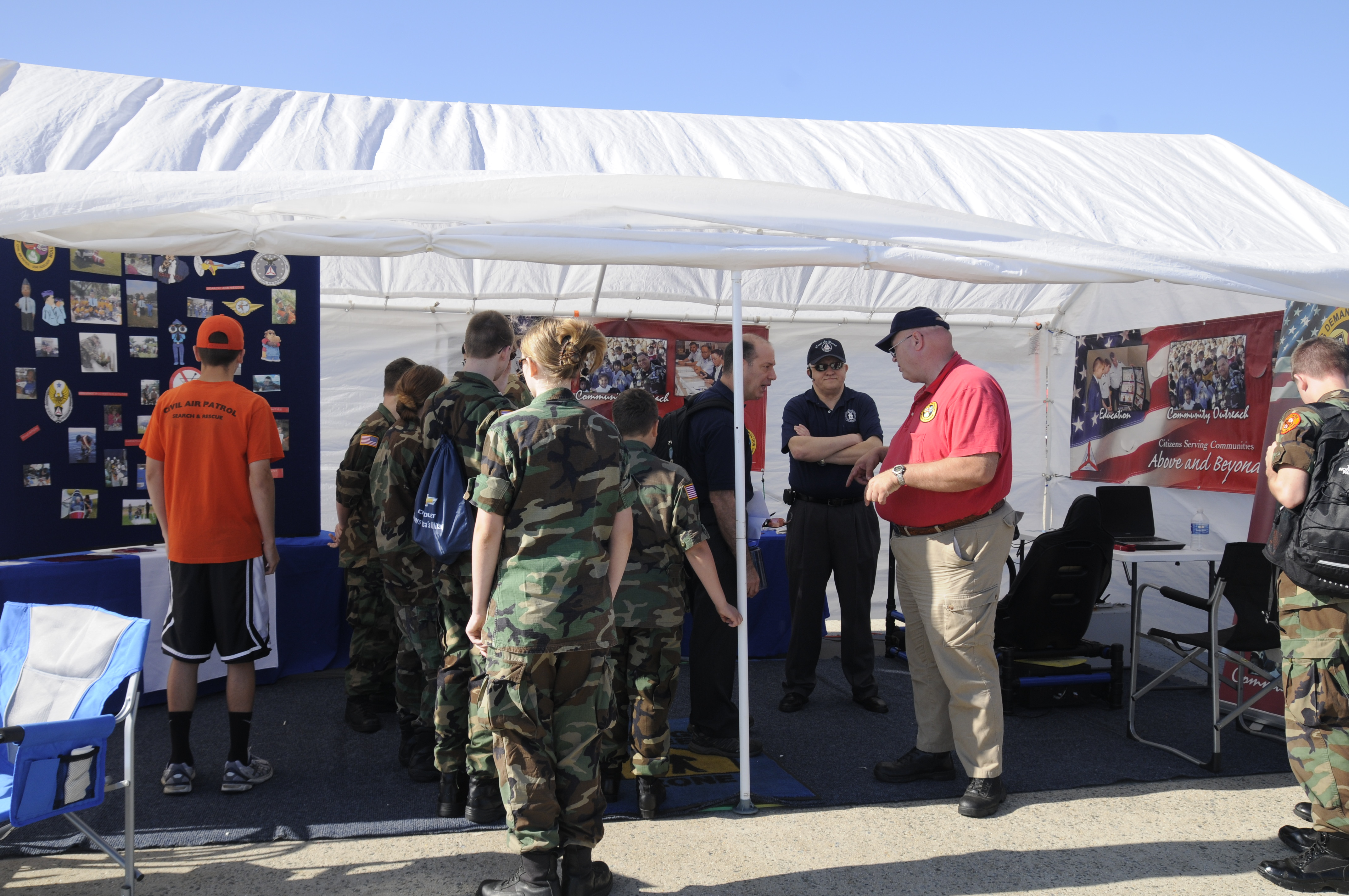
O Tenente-Coronel John Mariakis, aposentado da Força Aérea e o Maj Walter Murphy falam com os cadetes da CAP no "Joint Service Open House", na Base aérea Andrews.

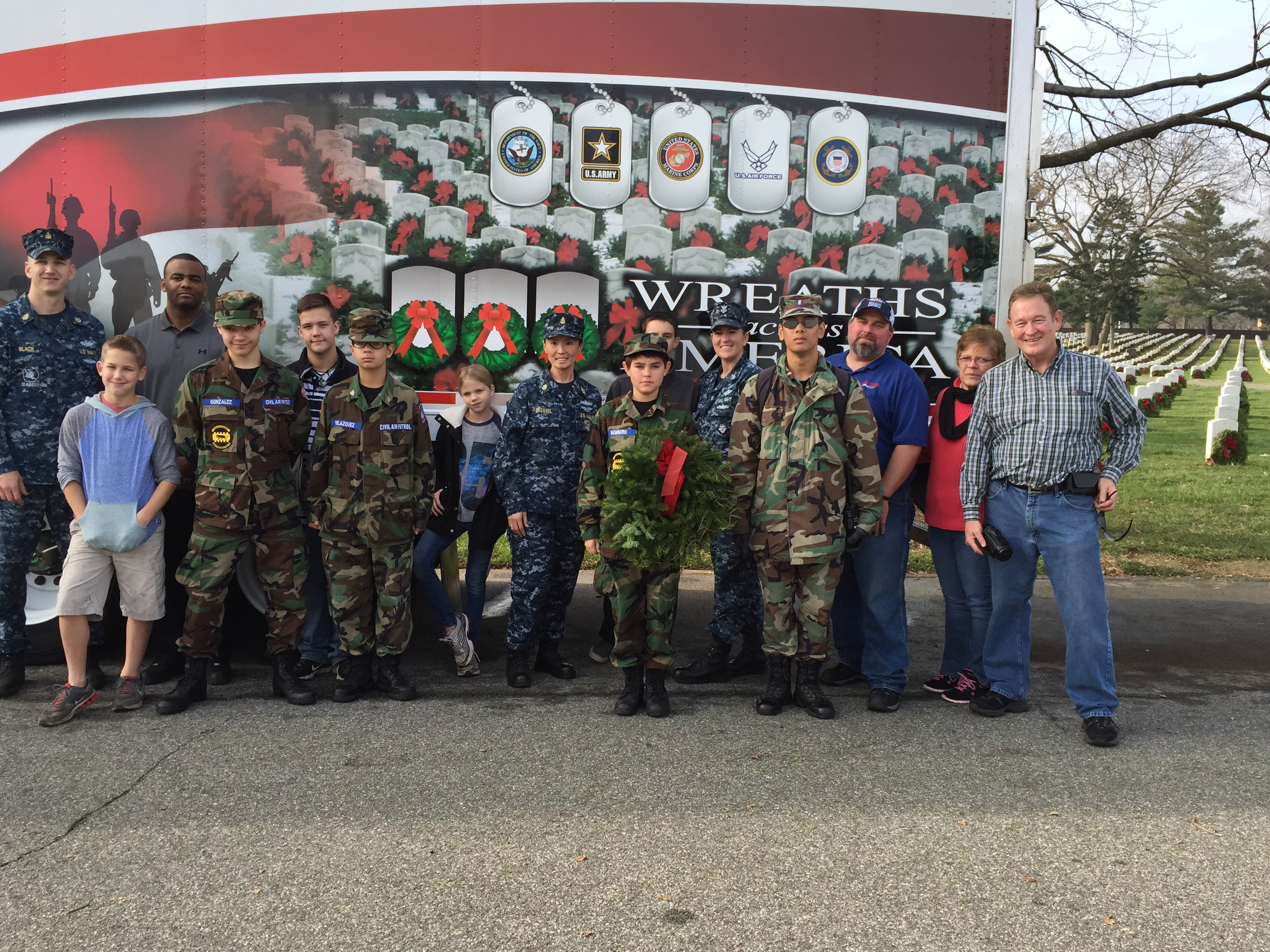
Os membros da CAP ajudam a Wreaths Across America e o público a decorar cemitérios nacionais durante os feriados.

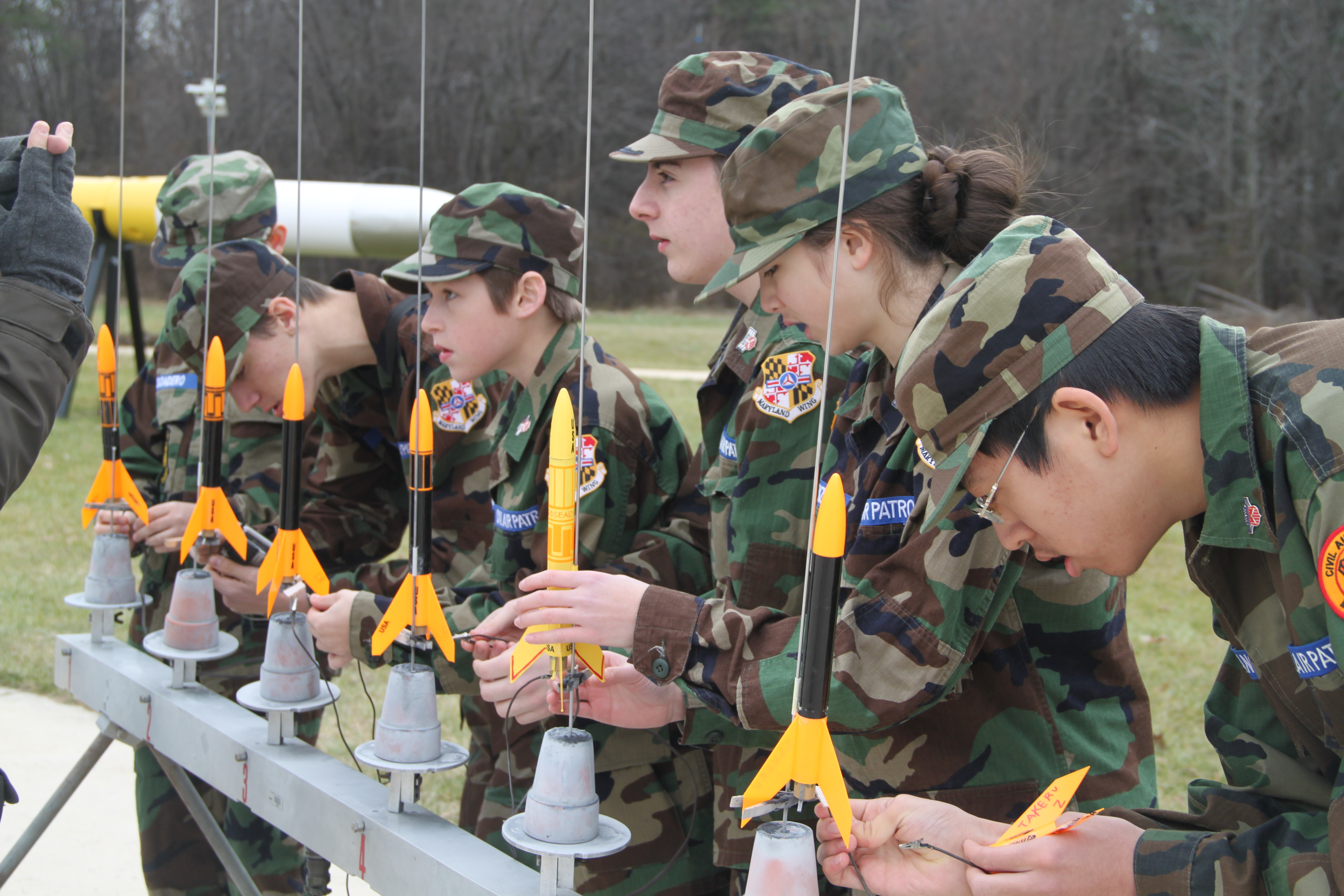
Cadetes do "Upper Montgomery County Composite Squadron" de Germantown lançam seus modelos de foguetes no campus do "Goddard Space Flight Center" em Greenbelt em fevereiro de 2016.

| Grupo | Designação | Nome do Esquadrão                                                            | Localização      |
| ----- | ---------- | ---------------------------------------------------------------------------- | ---------------- |
| —     | MD-001     | Maryland Wing Headquarters Squadron                                          | Granite          |
| —     | MD-999     | Maryland Legislative Squadron                                                | Annapolis        |
| #1    | MD-071     | Bethesda - Chevy Chase Composite Squadron                                    | Gaithersburg     |
| #1    | MD-065     | Cumberland Composite Squadron                                                | Wiley Ford       |
| #1    | MD-003     | Frederick Composite Squadron                                                 | Frederick        |
| #1    | MD-879     | Granite Cadet Squadron                                                       | Granite          |
| #1    | MD-004     | Hagerstown Composite Squadron                                                | Hagerstown       |
| #1    | MD-038     | Howard Composite Squadron                                                    | Laurel           |
| #1    | MD-073     | Montgomery Senior Squadron                                                   | Gaithersburg     |
| #1    | MD-091     | Mount Airy Composite Squadron                                                | Mount Airy       |
| #1    | MD-801     | Parkland Middle School Cadet Squadron                                        | Rockville        |
| #1    | MD-332     | Upper Montgomery Composite Squadron                                          | Germantown       |
| #2    | MD-039     | Carroll Composite Squadron                                                   | Westminster      |
| #2    | MD-079     | Easton Composite Squadron                                                    | Easton           |
| #2    | MD-140     | Fort McHenry Composite Squadron                                              | Halethorpe       |
| #2    | MD-031     | Glenn L. Martin Composite Squadron                                           | Middle River     |
| #2    | MD-008     | Harford Composite Squadron                                                   | Bel Air          |
| #2    | MD-022     | Osprey Composite Squadron                                                    | Dundalk          |
| #2    | MD-013     | Towson Composite Squadron                                                    | Towson           |
| #2    | MD-086     | Wicomico Composite Squadron                                                  | Salisbury        |
| #3    | MD-028     | Col. Mary S. Feik Composite Squadron (antigo "Annapolis Composite Squadron") | Edgewater        |
| #3    | MD-085     | Apollo 1 Senior Squadron                                                     | Fort Meade       |
| #3    | MD-023     | Arundel Composite Squadron                                                   | Glen Burnie      |
| #3    | MD-052     | Bowie Composite Squadron                                                     | Bowie            |
| #3    | MD-007     | Calvert Cadet Squadron                                                       | Prince Frederick |
| #3    | MD-019     | Charles Composite Squadron                                                   | Indian Head      |
| #3    | MD-011     | College Park Composite Squadron                                              | College Park     |
| #3    | MD-890     | Esperanza Middle School Flight                                               | Lexington Park   |
| #3    | MD-089     | St. Mary's Composite Squadron                                                | California       |

## Esquadrões extintos

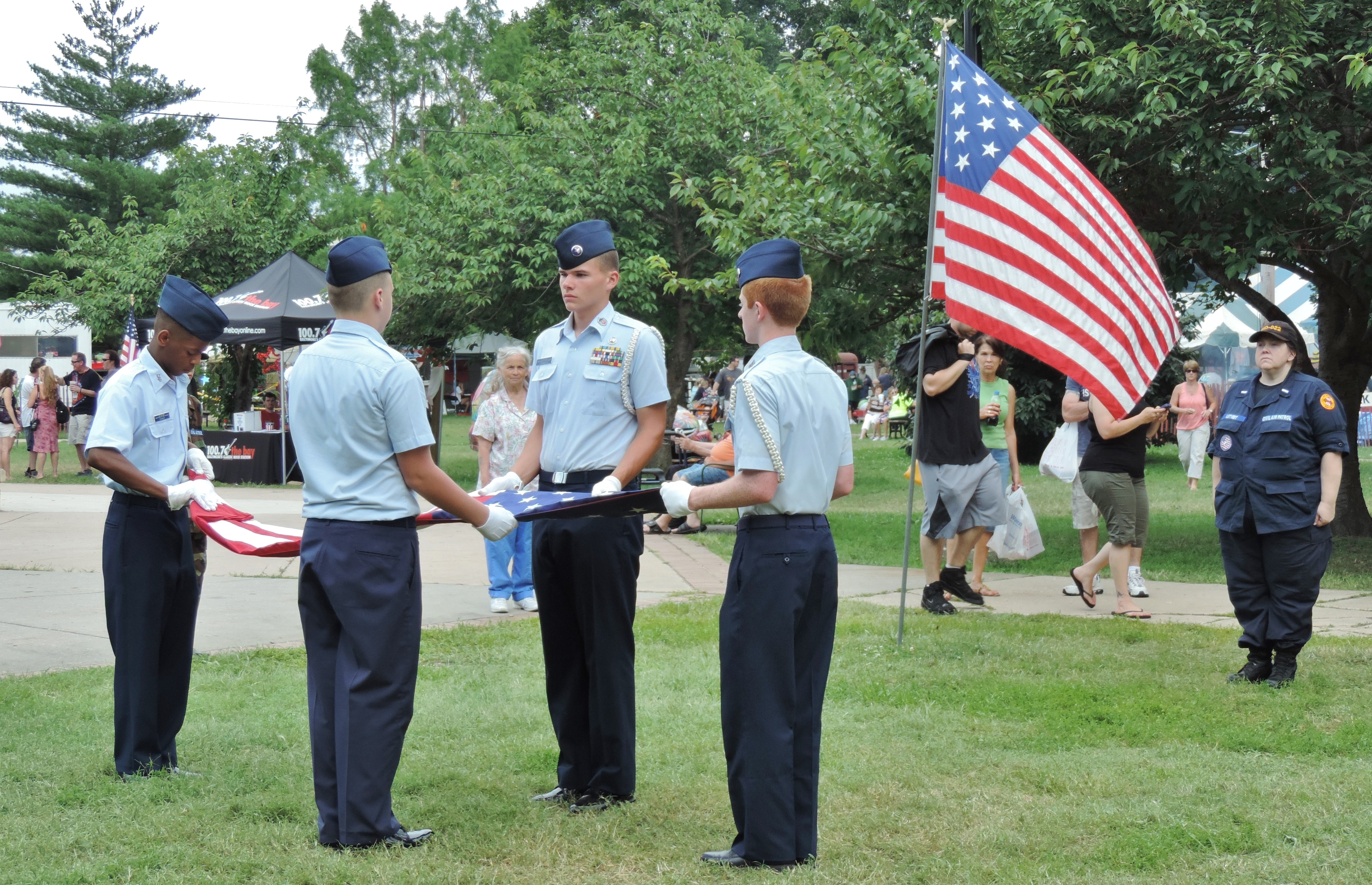
Cadetes da Maryland Wing da CAP dobram a bandeira americana.

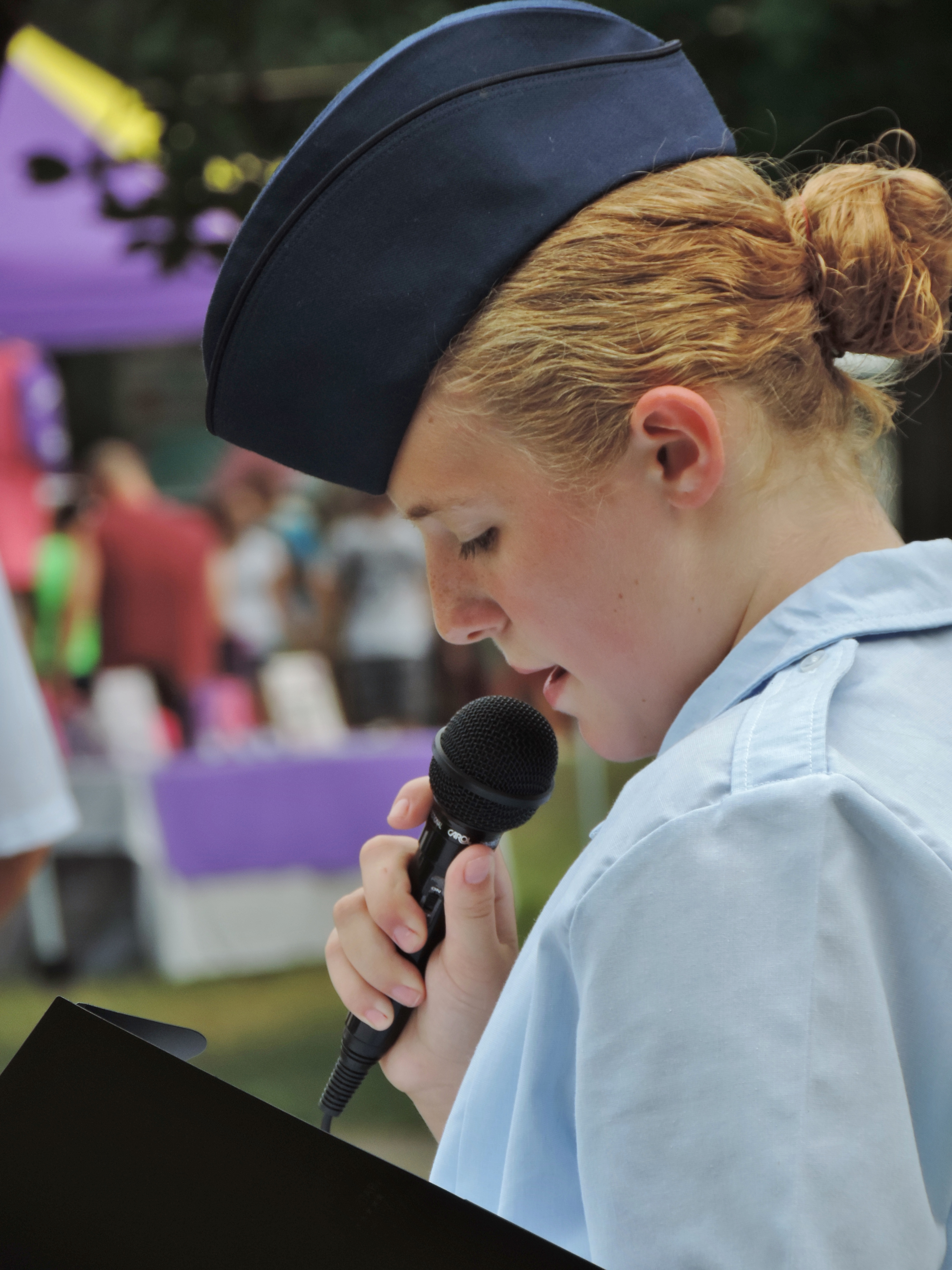
Cadete da CAP discursando na Dundalk Heritage Fair de 2013.

| Número | Nome do Esquadrão                          | Localização    |
| ------ | ------------------------------------------ | -------------- |
| 18002  | Naval Academy Senior Squadron              | Annapolis      |
| 18002  | Hyde Field Senior Squadron                 | Clinton        |
| 18006  | Chesapeake Bay Cadet Squadron              |                |
| 18007  | Foxwell                                    |                |
| 18010  | Fred V. Cherry Composite Squadron          | Baltimore      |
| 18012  | Great Falls Cadet Sq                       | Tysons Corner  |
| 18014  | Harford                                    |                |
| 18014  | White Marsh Composite Squadron             | Perry Hall     |
| 18018  | Catonsville Composite Squadron             | Catonsville    |
| 18021  | Middle River Composite Squadron            | Essex          |
| 18021  | Chesapeake                                 |                |
| 18023  | Phoenix Composite Squadron                 | Jacksonville   |
| 18023  | Glen Burnie Composite Squadron             | Glen Burnie    |
| 18025  | Eastern Baltimore Squadron                 |                |
| 18026  | Gunpowder Composite Squadron               | Fork           |
| 18030  | Gray Manor Composite Sq                    | Dundalk        |
| 18031  | Group I                                    |                |
| 18044  | Gwynn Oak                                  |                |
| 18044  | Northwest Composite Squadron               | Randallstown   |
| 18045  | Odenton Cadet Squadron                     | Odenton        |
| 18049  | Lanham Composite Squadron                  | Lanham         |
| 18053  | Deale Senior Squadron                      | Deale          |
| 18054  | Suburban                                   |                |
| 18066  | Westside                                   |                |
| 18069  | Linthicum Cadet Squadron                   | Linthicum      |
| 18072  | Rosedale Composite Squadron                | Rosedale       |
| 18075  | Peninsular Composite Squadron              | Severna Park   |
| 18077  | Reisterstown Composite Squadron            | Reisterstown   |
| 18078  | Queen Anne's County Squadron               | Centreville    |
| 18084  | Calvert County                             |                |
| 18086  | General Foulois                            |                |
| 18087  | 223rd Cadet Sq                             |                |
| 18088  | Salisbury Composite Squadron               | Salisbury      |
| 18088  | Wicomico County                            |                |
| 18090  | Star-Trac                                  |                |
| 18090  | Indian Head Composite Squadron             | Indian Head    |
| 18091  | Tolchester Composite Squadron              | Chestertown    |
| 18092  | Blackhawk                                  |                |
| 18092  | Francis M. Wood Cadet Squadron             | Baltimore      |
| 18092  | Southwestern                               |                |
| 18093  | Patterson Park                             |                |
| 18094  | Group 5                                    |                |
| 18095  | Emmitsburg-Liberty Composite Sq            | Emmitsburg     |
| 18105  | Group V                                    |                |
| 18141  | Chesapeake Bay Senior Squadron             |                |
| MD-092 | Southwestern                               |                |
| MD-096 | Chesapeake Bay Senior Squadron             | Bethesda       |
| MD-800 | Southwestern                               |                |
| MD-802 | Spring Ridge                               | Lexington Park |
| MD-808 | The SEED School of Maryland Cadet Squadron | Baltimore      |
|        | Chesapeake Composite Squadron              | Baltimore      |
|        | Peoria Cadet Squadron                      |                |
|        | Waldorf                                    | Waldorf        |

## Ex-comandantes de ala

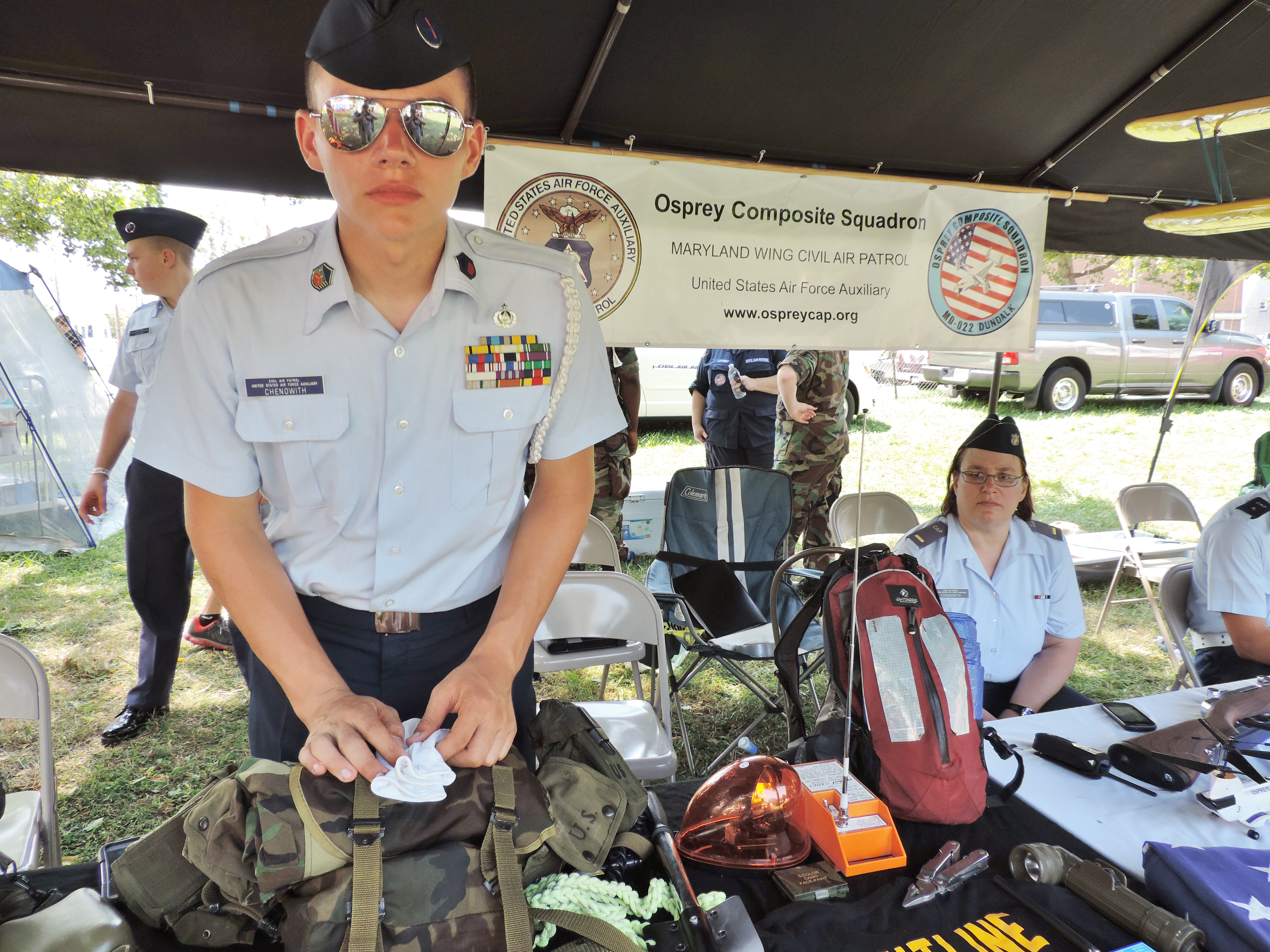
Cadetes do "Osprey Composite Squadron" trabalham em uma cabine de recrutamento.

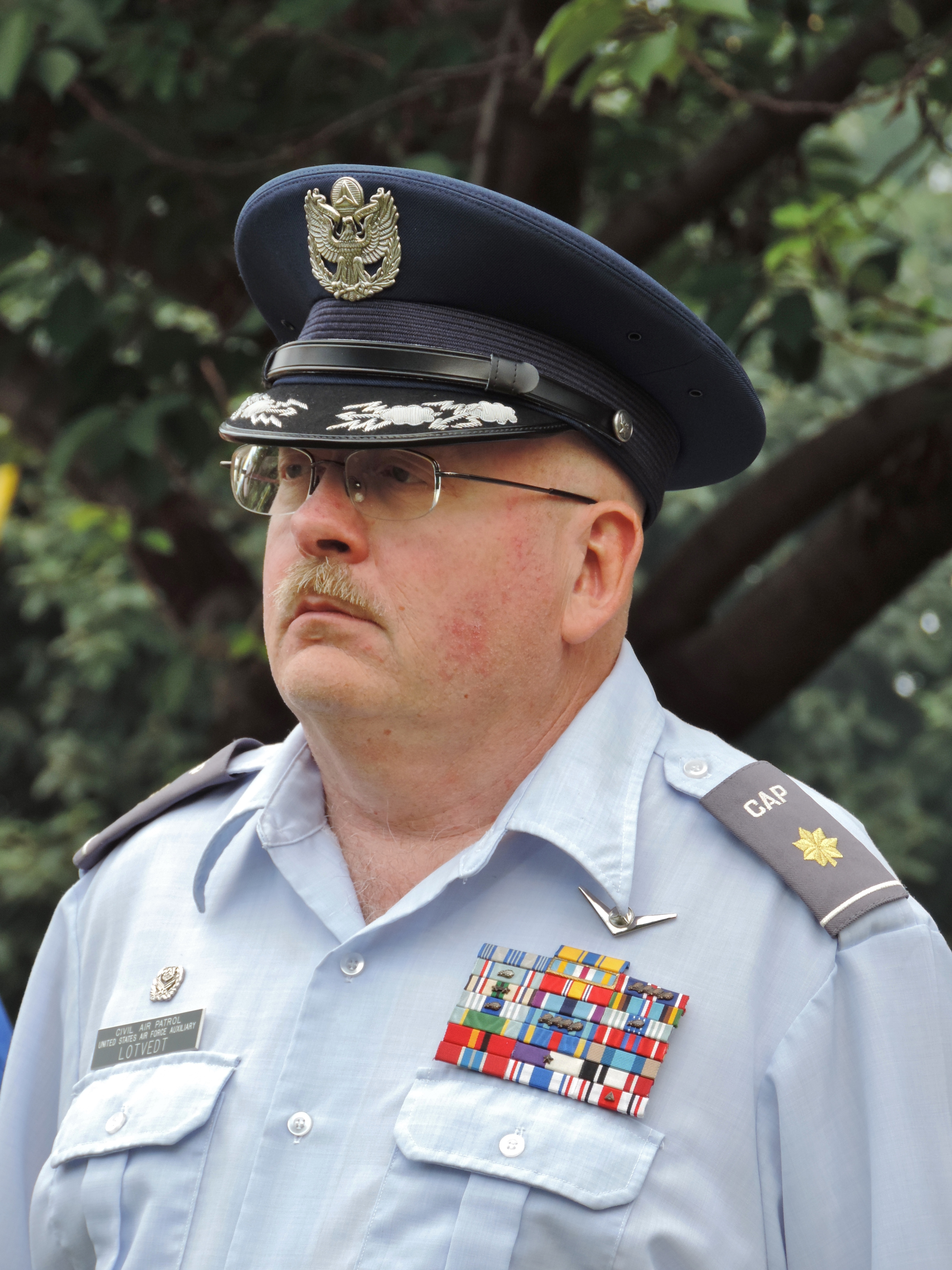
Um oficial da Maryland Wing da CAP.

| Nome do Comandante | Período de serviço                  |
| --- | ----------------------------------- |
| Lt Col Arthur C. Hyde | 1941–1945                           |
| Lt Col Edward R. Fenimore | 1945–1948                           |
| Col Allan U. Bevier | 1948–1951                           |
| Col Bennett Crain | 1951–1954                           |
| Col A. Paul Fonda | 1954–1958                           |
| Col William D. Turner | 1958–1959                           |
| Col Willard D. Gilbert | 1959 (interino) 1968–1971 (oficial) |
| Col Eugene S. Bibb | 1959–1960 (interino)                |
| Col William M. Patterson* | 1960–1969                           |
| Col Stanley F. Moyer | 1971–1976                           |
| Col Frank A. Kunkowski | 1976–1980                           |
| Col Daniel J. Hill | 1980–1984                           |
| Col Kenneth R. Welk | 1984–1988                           |
| Col Clifford A. Parks | 1988–1992                           |
| Col Eugene L. Przybylowicz | 1992–1996                           |
| Col Ralph A. Vogt | 1996–2000                           |
| Col Lawrence L. Trick | 2000–2004                           |
| Col Kay Joslin Walling | 2004–2006                           |
| Lt Col John C. Kilgallon | 2006 (Acting)                       |
| Col Gerard W. Weiss | 2006–2010                           |
| Col John M. Knowles | 2010–2014                           |
| Col William Parris (falecido) | 2014-2016                           |
| Col Joe Winter | 2016-2020                           |
| Col Wes LaPre | 2020-presente                       |
| *Patterson foi posteriormente promovido a Brigadeiro-General quando se tornou presidente do Conselho Nacional em 1973. Em 1975, Patterson se tornou o primeiro membro da CAP a obter o título de "National Commander". |                                     |

## Prêmios e distinções
Os esquadrões da Maryland Wing receberam várias premiações como: "Squadron of the Year", "Squadron of Merit" e "Squadron of Distinction".

### Mary Feik Achievement
O prêmio "Mary Feik Achievement" Conquista Mary Feik é concedida por completar com sucesso os requisitos associados à Conquista 3 na Fase I do programa de cadetes da Civil Air Patrol; inclui promoção ao grau de aviador sênior cadete. Mary Feik, que era um membro ativo do "Annapolis Composite Squadron", residiu em Annapolis, Maryland, até sua morte em junho de 2016. A coronel Feik era conhecida por fazer uma apresentação relacionada à educação aeroespacial no "Tri-Wing Encampment" anual patrocinado pela "Maryland Wing", pela "Delaware Wing" e pela "National Capital Wing".

### Spaatz Award Achievement

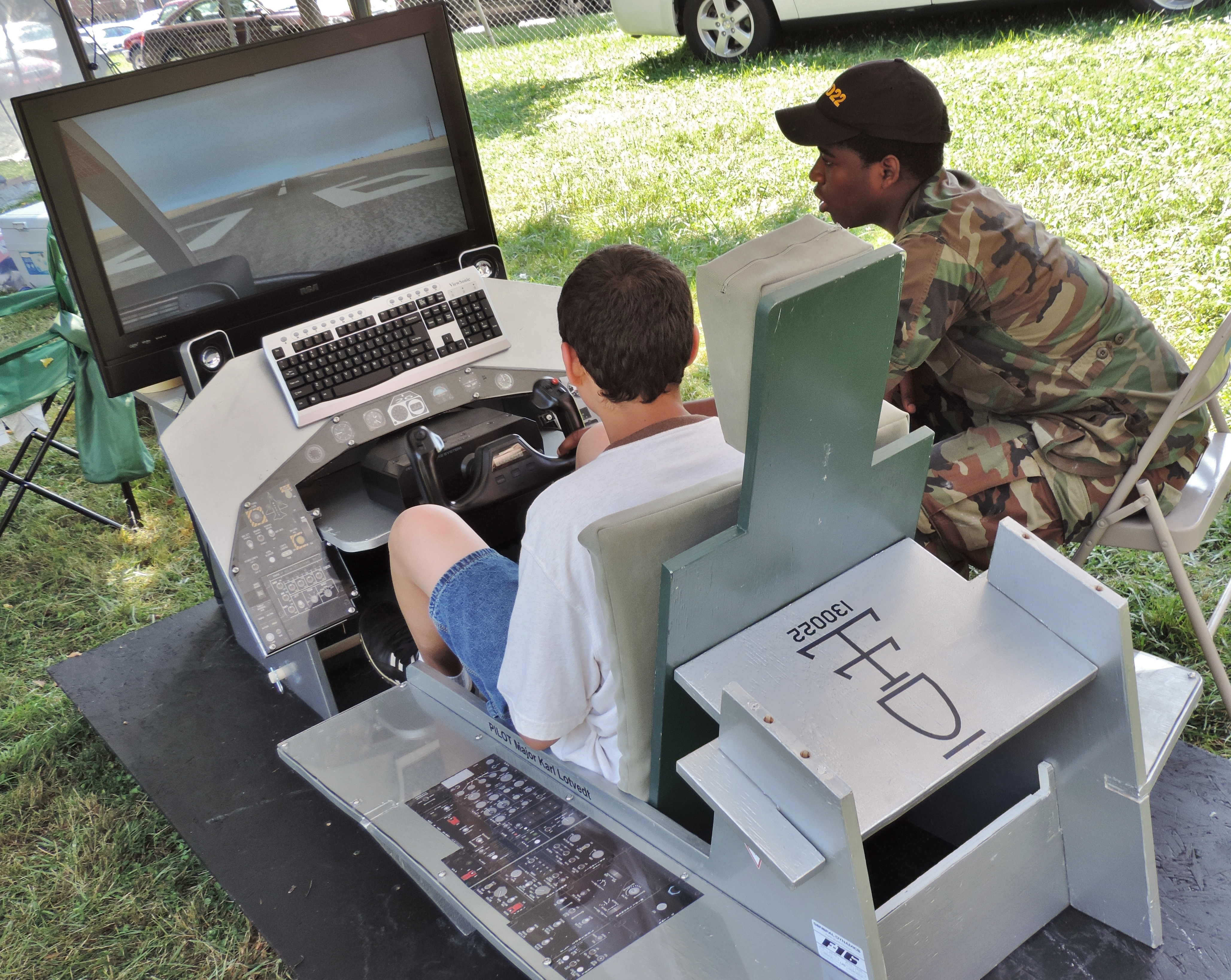
Um membro do público usa um simulador de vôo enquanto é supervisionado por um cadete da Maryland Wing CAP.

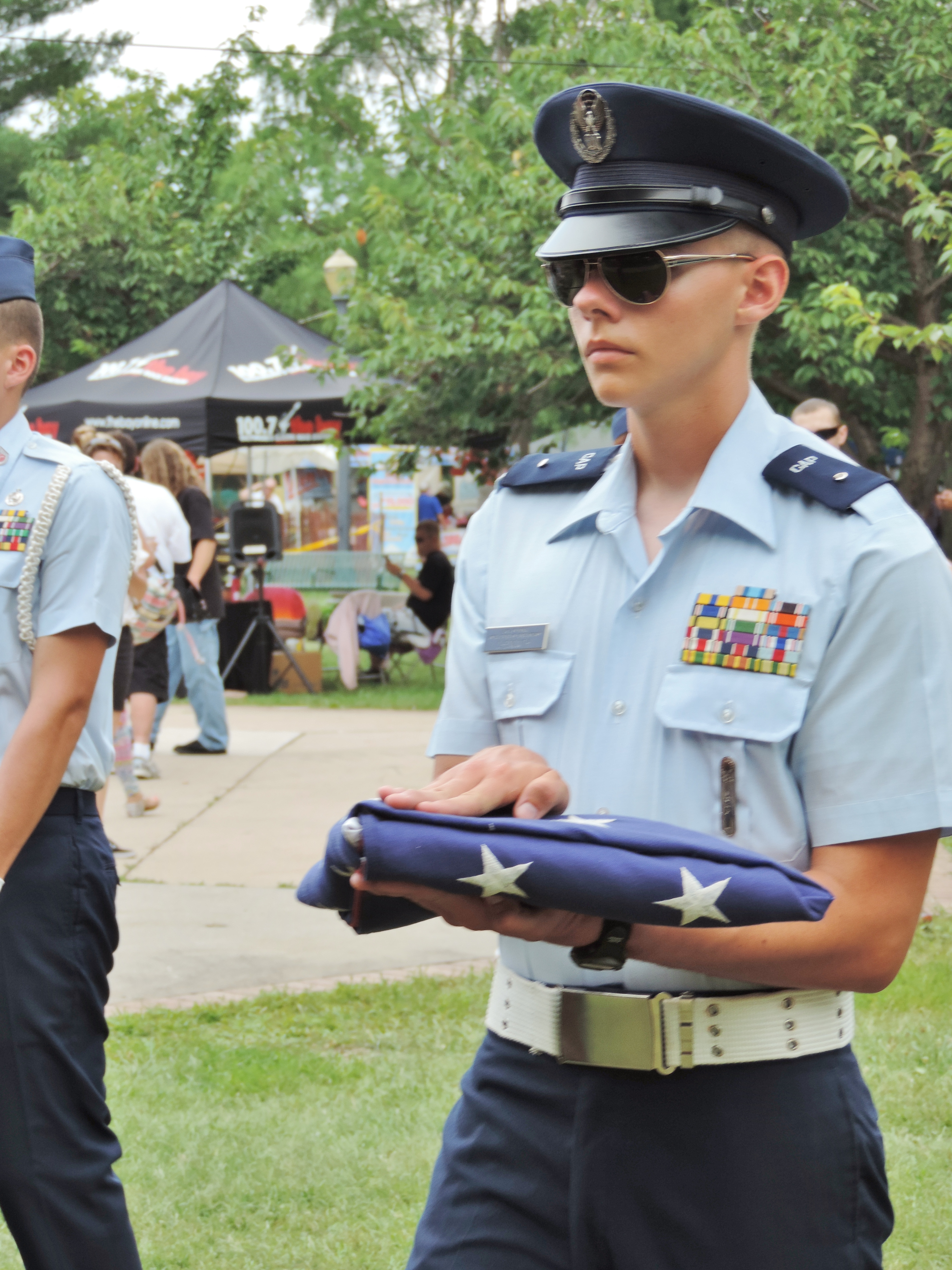
Um cadete da Maryland Wing segura a bandeira americana durante uma cerimônia.

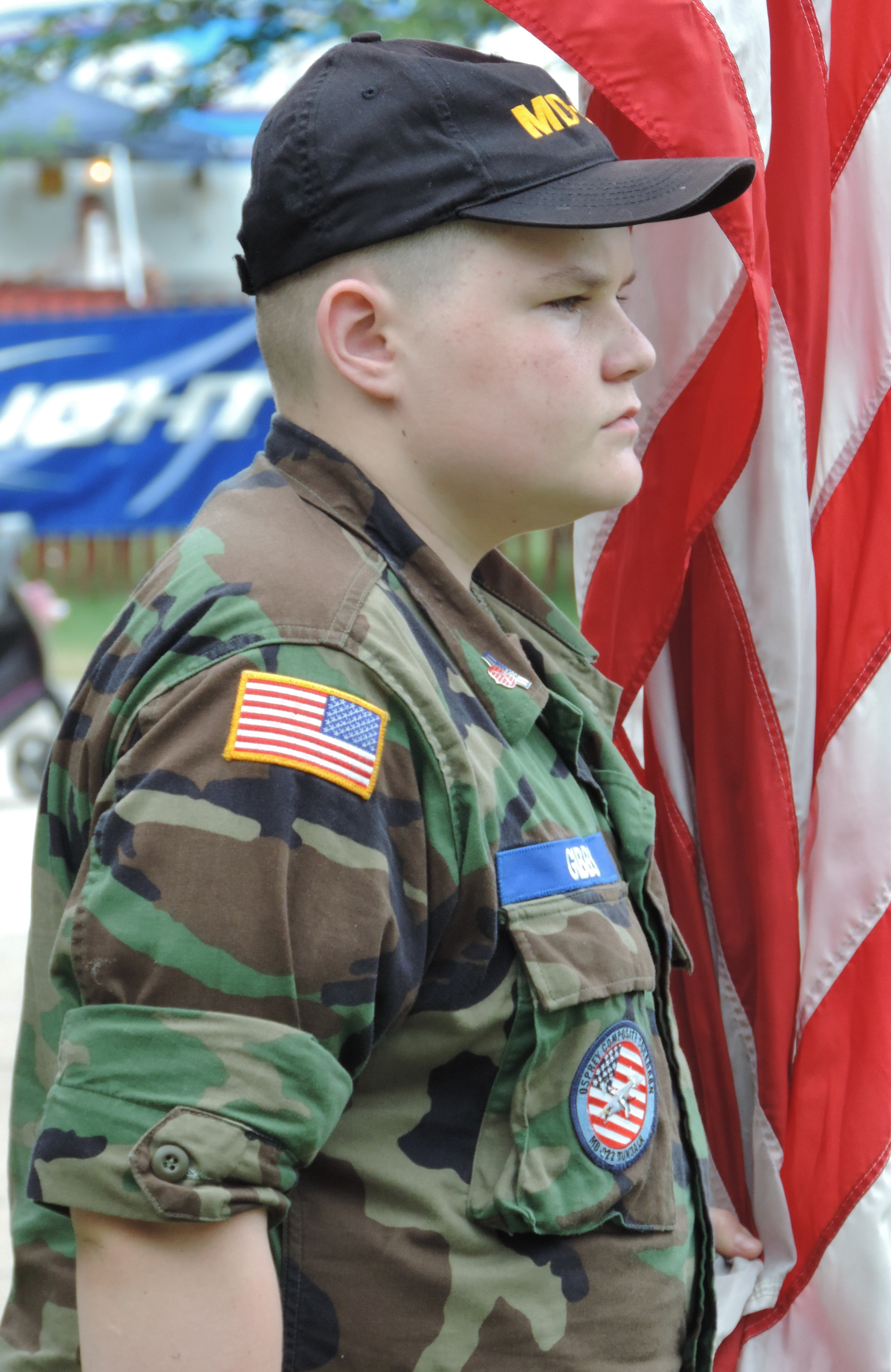
Um cadete da Maryland Wing
na Dundalk Heritage Fair de 2013.

O Prêmio "General Carl A. Spaatz Award" é o prêmio mais alto no programa de cadetes da Civil Air Patrol; o General Carl A. Spaatz, foi o primeiro Chefe do Estado-Maior da Força Aérea dos Estados Unidos e o segundo Comandante Nacional da Civil Air Patrol; concedido pela primeira vez em 1964, apenas 0,5% dos cadetes da CAP ganham o prêmio Spaatz. A Maryland Wing ocupa o 8º lugar entre as 52 alas da CAP em número de prêmios Spaatz ganhos (1º - Flórida; 2º - Illinois; 3º - Califórnia; 4º - Nova York; 5º - Pensilvânia; 6º - Ohio; 7º - Texas).
| N.o do prêmio | Ganhador                 | Data      | Unidade                                  |
| ------------- | ------------------------ | --------- | ---------------------------------------- |
| 85            | Linda L. Osterhoudt      | 18-Fev-69 | Lanham Composite Squadron (18049)        |
| 95            | Lloyd Moroughan          | 21-Out-69 | Lanham Composite Squadron (18049)        |
| 172           | Raymond T. Hawkins       | 11-Jul-72 | Frederick Composite Squadron (18003)     |
| 206           | James F. Babbitt         | 15-Mar-73 | Prince George's Comp. Sq. (18011)        |
| 207           | Anne M. Skebirdis        | 21-Mar-73 | Catonsville Composite Sq. (18018)        |
| 209           | Ronald P. Ward           | 3-Mar-73  | Catonsville Composite Sq. (18018)        |
| 231           | Howard F. Eisingor       | 2-Ago-73  | Bethesda-Chevy Chase Cadet Sq. (18071)   |
| 281           | Kevin A. Parks           | 29-Jul-74 | Towson Composite Sq. (18013)             |
| 337           | Randy W. Hosselrode      | 22-Ago-75 | Cumberland Composite Sq. (18065)         |
| 352           | Michael L. Smith         | 17-Set-75 | Middle River Composite Sq. (18021)       |
| 355           | Mark P. Hetterly         | 2-Out-75  | Bethesda-Chevy Chase Cadet Sq. (18071)   |
| 411           | William Trail            | 16-Nov-76 | Apollo I Composite Sq. (18085)           |
| 569           | Mark A. Kukucka          | 6-Abr-81  | Gunpowder Composite Squadron (18026)     |
| 646           | Cindy T. Shanabrook      | 3-Jun-83  | Linthcum Composite Sq. (18069)           |
| 721           | John C. Kilgallon        | 2-Nov-84  | Howard Composite Sq. (18038)             |
| 722           | Kevin Redman             | 2-Nov-84  | Howard Composite Sq. (18038)             |
| 730           | Martin Strittmatter      | 11-Jan-85 | Linthcum Composite Sq. (18069)           |
| 739           | Francis W. Moran         | 13-Mar-85 | Prince Georges Composite Sq. (18011)     |
| 858           | Todd Shelton             | 3-Set-87  | Glenn L. Martin Composite Sq. (18031)    |
| 861           | Curt A. Klun             | 3-Out-87  | Bethesda-Chevy Chase Comp. Sq. (18071)   |
| 968           | Kevin B. Cooley          | 8-Dez-89  | St. Mary's Composite Sq. (18089)         |
| 1021          | Tina Lumley              | 16-Ago-90 | Whitemarsh Composite Sq. (18014)         |
| 1023          | Michael Britten          | 21-Ago-90 | Apollo I Composite Sq. (18085)           |
| 1025          | Wesley Comerer           | 27-Ago-90 | Howard Composite Sq. (18038)             |
| 1031          | Richard Benet            | 2-Set-90  | Frederick Composite Sq. (18003)          |
| 1040          | Thomas Single            | 1-Jan-91  | Harford Composite Squadron (18008)       |
| 1155          | Charles R. Midkiff III   | 26-Fev-93 | Prince George Composite Squadron (18011) |
| 1204          | Shawn Fry                | 18-Mar-94 | Wicomico Composite Sq. (18086)           |
| 1221          | Roxanne N. Landesman     | 3-Ago-94  | Prince George Composite Squadron (18011) |
| 1271          | Tori K. Steinmeier       | 5-Set-95  | Towson Composite Sq. (18013)             |
| 1291          | James A. Iacarino        | 5-Mar-96  | White Marsh Composite Sq. (18014)        |
| 1292          | Brian S. Coats           | 23-Mar-96 | Glenn L. Martin Composite Sq. (18031)    |
| 1293          | Matthew R. Heusser       | 23-Mar-96 | Wicomico Composite Sq. (18086)           |
| 1298          | Gabrielle E. Lutz        | 28-Jun-96 | St. Mary's Composite Sq. (18089)         |
| 1301          | Tammy J. Blevins         | 1-Ago-96  | St. Mary's Composite Sq. (18089)         |
| 1304          | Alisha M. Cope           | 7-Ago-96  | Howard Composite Sq. (18038)             |
| 1330          | James R. Logan           | 7-Jul-97  | Indian Head Composite Sq. (18090)        |
| 1460          | Aaron J. Kleiman         | 22-Mai-02 | Wicomico Composite Sq. (MD-086)          |
| 1463          | John F. Reutemann III    | 10-Jul-02 | Bethesda-Chevy Chase Comp. Sq. (MD-071)  |
| 1505          | Abraham H. Phares        | 2-Jun-03  | Hagerstown Composite Sq. (MD-004)        |
| 1562          | Emily K. Hudson          | 18-Jun-05 | Arundel Composite Sq. (MD-023)           |
| 1563          | Rachel L. Gibbs          | 18-Jun-05 | Carroll Composite Sq. (MD-039)           |
| 1586          | David Wainland           | 31-Jan-06 | Howard Composite Sq. (MD-038)            |
| 1598          | Jacob A. Reed            | 8-Abr-06  | Carroll Composite Sq. (MD-039)           |
| 1617          | Carl D. Bevard Jr.       | 24-Out-06 | Prince Frederick Composite Sq. (MD-007)  |
| 1621          | Grace M. Stapf           | 18-Dez-06 | Mount Airy Composite Sq. (MD-091)        |
| 1653          | Joanna S. Weiss          | 9-Jul-07  | Harford Composite Sq. (MD-008)           |
| 1655          | Syed M. Karim            | 13-Jul-07 | Bethesda-Chevy Chase Comp. Sq. (MD-071)  |
| 1666          | Elizabeth J. Peters      | 15-Out-07 | Harford Composite Sq. (MD-008)           |
| 1667          | Janice A. Watson         | 15-Out-07 | Easton Composite Sq. (MD-079)            |
| 1711          | Zachary T. Bowen         | 31-Out-08 | Mt. Airy Composite Sq. (MD-091)          |
| 1721          | Wayne S. Mowery Jr.      | 15-Jan-09 | Osprey Composite Sq. (MD-022)            |
| 1737          | Victor R. Traven         | 25-Jun-09 | St. Mary's Composite Sq. (MD-089)        |
| 1751          | Anna B. Bladey           | 2-Fev-10  | Frederick Composite Sq. (MD-003)         |
| 1763          | Alice W. Chan            | 12-Jul-10 | Howard Composite Sq. (MD-038)            |
| 1765          | John Brennan             | 30-Jul-10 | Bowie Composite Sq. (MD-052)             |
| 1779          | Shaharazad Purvis        | 13-Jan-11 | Osprey Composite Sq. (MD-022)            |
| 1789          | Todd P. O'Brien          | 25-Mar-11 | Bethesda-Chevy Chase Comp. Sq. (MD-071)  |
| 1792          | Sascha R. Maraj          | 20-Abr-11 | Bethesda-Chevy Chase Comp. Sq. (MD-071)  |
| 1806          | Robbert J. Olson         | 11-Ago-11 | Calvert Composite Sq. (MD-007)           |
| 1807          | Elizabeth R. Roberts     | 11-Ago-11 | Harford Composite Sq. (MD-008)           |
| 1808          | Jason O. LaPre           | 11-Ago-11 | Calvert Composite Sq. (MD-007)           |
| 1885          | Kathleen P. Crockett     | 7-Mai-13  | Frederick Composite Sq. (MD-003)         |
| 1905          | Christopher J. La Pointe | 27-Ago-13 | Mount Airy Composite Sq. (MD-091)        |
| 1915          | Eashan Samak             | 27-Dez-13 | St. Mary's Composite Sq. (MD-089)        |
| 1923          | Robert J. Lewis          | 23-Jan-14 | St. Mary's Composite Sq. (MD-089)        |
| 1960          | John S. Rowan            | 8-Jun-14  | Bowie Composite Sq. (MD-052)             |
| 2052          | Emmy N. Hoyt             | 1-Jul-16  | Col Mary S. Feik Composite Sq. (MD-028)  |
| 2121          | Natalie A. Brace         | 7-Ago-17  | College Park Composite Sq. (MD-011)      |
| 2126          | Jessica G. Strauss       | 25-Ago-17 | Col Mary S. Feik Composite Sq. (MD-028)  |
| 2141          | Alexei L. Severnyak      | 20-Dez-17 | Frederick Composite Sq. (MD-003)         |
| 2232          | Matthew R. Fangio        | 19-Jun-19 | Arundel Composite Sq. (MD-023)           |
| 2243          | Wyatt J. Hartman         | 17-Jul-19 | Glenn L. Martin Composite Sq. (MD-031)   |
| 2301          | Rachel Rosenzweig        | 7-Set-20  | Bethesda-Chevy Chase Comp. Sq. (MD-071)  |
| 2302          | Robert W. Miner          | 19-Set-20 | Glenn L. Martin Comp. Sq. (MD-031)       |
| 2307          | Aurora Zoe Albertson     | 26-Out-20 | Mount Airy Composite Sq. (MD-091)        |
| 2321          | Daniel M. Flanick        | 20-Nov-20 | Mount Airy Composite Sq. (MD-091)        |
| 2328          | Xander D. Shoemake       | 6-Mar-21  | Cumberland Composite Sq. (MD-065)        |

## Proteção legal
Os empregadores dentro das fronteiras de Maryland são obrigados por lei a fornecer pelo menos 15 dias por ano civil de licença para membros voluntários da Civil Air Patrol para responder a missões de emergência, conforme autorizado pela Força Aérea dos EUA, pelo Governador ou subdivisão política como parte da Civil Air Patrol. O membro deve fornecer documentação ao empregador, se solicitado. Esta lei foi assinada pelo governador Martin O'Malley em 20 de maio de 2010.